# Olympische Sommerspiele 1960/Teilnehmer (Republik China)
| Gelbes Symbol für Goldmedaillen mit stilisierten Olympischen Ringen | Graues Symbol für Silbermedaillen mit stilisierten Olympischen Ringen | Braundes Symbol für Bronzemedaillen mit stilisierten Olympischen Ringen |
| ------------------------------------------------------------------- | --------------------------------------------------------------------- | ----------------------------------------------------------------------- |
| —                                                                   | 1                                                                     | —                                                                       |

Die Republik China (Taiwan) nahm an den Olympischen Sommerspielen 1960 in der italienischen Hauptstadt Rom mit 27 Sportlern, 24 Männer und drei Frauen, an 18 Wettbewerben in sechs Sportarten teil.
Nach den Olympischen Sommerspielen 1956 war es die zweite Teilnahme Taiwans an Olympischen Sommerspielen.
Jüngster Athletin war mit 16 Jahren und 170 Tagen die Sprinterin Chi Cheng, ältester Athlet der Sportschütze Wang Ching-Rui (38 Jahre und 202 Tage).

## Medaillen
Mit einer gewonnenen Silbermedaille belegte das Team Taiwans Platz 32 im Medaillenspiegel.

### Silber
| Yang Chuan-Kwang | Leichtathletik | Zehnkampf |

## Teilnehmer nach Sportarten

### Boxen
Herren
- Chang Lo-Pu
  - Mittelgewicht

Rang fünf
Runde eins: Freilos
Runde zwei: Punktsieg gegen Émile Saerens aus Belgien (4:1 Runden, 298:292 Punkte – 58:60, 60:59, 60:57, 60:59, 60:57)
Viertelfinale: Niederlage gegen Edward Crook aus den Vereinigten Staaten von Amerika durch technischen KO in der dritten Runde

- Hsu Teng-Yun
  - Federgewicht

Rang neun
Runde eins: Freilos
Runde zwei: Niederlage gegen William Meyers aus Südafrika durch technischen KO in der dritten Runde

### Fußball
Herren
- Ergebnisse
Gruppenphase: Gruppe zwei, null Punkte, 3:12 Tore, Rang vier, nicht für das Halbfinale qualifiziert
1:4-Niederlage gegen Italien
Torschützen: Mok Chun-Wah
0:5-Niederlage gegen Brasilien
2:3-Niederlage Großbritannien
Torschützen: Yiu Cheuk-Yin (2×)
Rang 16

- Kader
Chan Fai-Hung
Chow Shiu-Hung
Kwok Kam-Hung
Kwok Yau
Spencer Lam
Lau Kin-Chung
Lau Tim
Law Pak
Lo Kwok-Tai
Mok Chun-Wah
Wong Chi-Keung
Wong Man-Wai
Yiu Cheuk-Yin

### Gewichtheben
Herren
- Jue Chin-Shen
  - Mittelgewicht

Finale: Wettkampf nicht beendet (DNF)
Militärpresse: kein gültiger Versuch
Reißen: nicht angetreten zum Wettkampf
Stoßen: nicht angetreten zum Wettkampf

- Ko Bu-Beng
  - Mittelgewicht

Finale: 215,0 kg, Wettkampf nicht beendet (DNF)
Militärpresse: 110,0 kg, Rang 15
Reißen: 105,0 kg, Rang 16
Stoßen: kein gültiger Versuch

### Leichtathletik
Damen
- Chi Cheng
  - 80 Meter Hürden

Runde eins: ausgeschieden in Lauf sechs (Rang fünf), 12,6 Sekunden (handgestoppt), 12,71 Sekunden (automatisch gestoppt)

- Lin Chau-Tai
  - Weitsprung

Qualifikationsrunde: 5,51 Meter, Rang 25, nicht für das Finale qualifiziert
Versuch eins: 5,51 Meter
Versuch zwei: 4,54 Meter
Versuch drei: 5,10 Meter

- Wu Jin-Yun
  - Diskuswurf

Qualifikationsrunde: kein gültiger Versuch, nicht für das Finale qualifiziert
Versuch eins: ungültig
Versuch zwei: ungültig
Versuch drei: ungültig

- - Kugelstoßen

Qualifikationsrunde: 11,76 Meter, Rang 18, nicht für das Finale qualifiziert
Versuch eins: 11,53 Meter
Versuch zwei: 11,42 Meter
Versuch drei: 11,76 Meter

Herren
- Huang Suh-Chuang
  - 100 Meter Lauf

Runde eins: ausgeschieden in Lauf sieben (Rang fünf), 11,2 Sekunden (handgestoppt), 11,37 Sekunden (automatisch gestoppt)
  - 200 Meter Lauf

Runde eins: ausgeschieden in Lauf vier (Rang fünf), 22,9 Sekunden (handgestoppt), 23,08 Sekunden (automatisch gestoppt)

- Li Po-Ting
  - 400 Meter Hürden

Runde eins: ausgeschieden in Lauf sechs (Rang sechs), 54,1 Sekunden (handgestoppt), 54,23 Sekunden (automatisch gestoppt)
  - 400 Meter Lauf

Runde eins: ausgeschieden in Lauf fünf (Rang vier), 49,5 Sekunden (handgestoppt), 49,69 Sekunden (automatisch gestoppt)

- Yang Chuan-Kwang
  - Zehnkampf

Finale: 8.334 Punkte, Rang zwei 
100 Meter Lauf: 1.034 Punkte, 10,7 Sekunden (handgestoppt), 10,88 Sekunden (automatisch gestoppt), Rang eins
110 Meter Hürden: 923 Punkte, 14,6 Sekunden (handgestoppt), 14,80 Sekunden (automatisch gestoppt), Rang eins
400 Meter Lauf: 1.005 Punkte, 48,1 Sekunden, Rang zwei
1500 Meter Lauf: 345 Punkte, 4:48,5 Minuten, Rang zwölf
Diskuswurf: 622 Punkte, 39,83 Meter, Rang elf
Hochsprung: 900 Punkte, 1,90 Meter, Rang eins
Kugelstoßen: 703 Punkte, 13,33 Meter, Rang 14
Speerwurf: 937 Punkte, 68,22 Meter, Rang vier
Stabhochsprung: 915 Punkte, 4,30 Meter, Rang eins
Weitsprung: 950 Punkte, 7,46 Meter, Rang eins

### Schießen
Herren
- Chen An-Hu
  - Schnellfeuerpistole

Finale: 546 Punkte, Rang 47
Runde eins: 267 Punkte, Rang 49
Runde zwei: 279 Punkte, Rang 41

- Wang Ching-Rui
  - Tontaubenschießen

Qualifikationsrunde: ohne Wertung ausgeschieden

- Wu Tao-Yan
  - Freies Gewehr Dreistellungskampf

Qualifikation: Gruppe eins, 527 Punkte, für das Finale qualifiziert
Kniend: 172 Punkte
Liegend: 190 Punkte
Stehend: 165 Punkte
Finale: 1074 Punkte, Rang 26
Kniend: 367 Punkte, Rang 19
Liegend: 374 Punkte, Rang 30
Stehend: 333 Punkte, Rang 28

- - Kleinkaliber Dreistellungskampf

Qualifikation: Gruppe eins, 540 Punkte, für das Finale qualifiziert
Kniend: 187 Punkte
Runde eins: 93 Punkte
Runde zwei: 94 Punkte
Liegend: 189 Punkte
Runde eins: 95 Punkte
Runde zwei: 94 Punkte
Stehend: 164 Punkte
Runde eins: 81 Punkte
Runde zwei: 83 Punkte
Finale: 1104 Punkte, Rang 36
Kniend: 377 Punkte, Rang 21
Liegend: 392 Punkte, Rang elf
Stehend: 335 Punkte, Rang 46

### Schwimmen
Herren
- Laurel Lee
  - 200 Meter Brust

Runde eins: ausgeschieden in Lauf vier (Rang sechs), 2:52,8 Minuten